# Feria Taurina de Albacete
La Feria Taurina de Albacete, también conocida como Feria de la Virgen de Los Llanos, es el conjunto de festejos taurinos que se celebran en la plaza de toros de Albacete (España) durante diez días consecutivos, del 8 al 17 de septiembre, en honor a la Virgen de Los Llanos, patrona de la capital, dentro de los actos que componen la Feria de Albacete, declarada de Interés Turístico Internacional. Es una de las ferias taurinas más importantes de España, en donde se dan cita las principales figuras internacionales del toreo.

## Historia

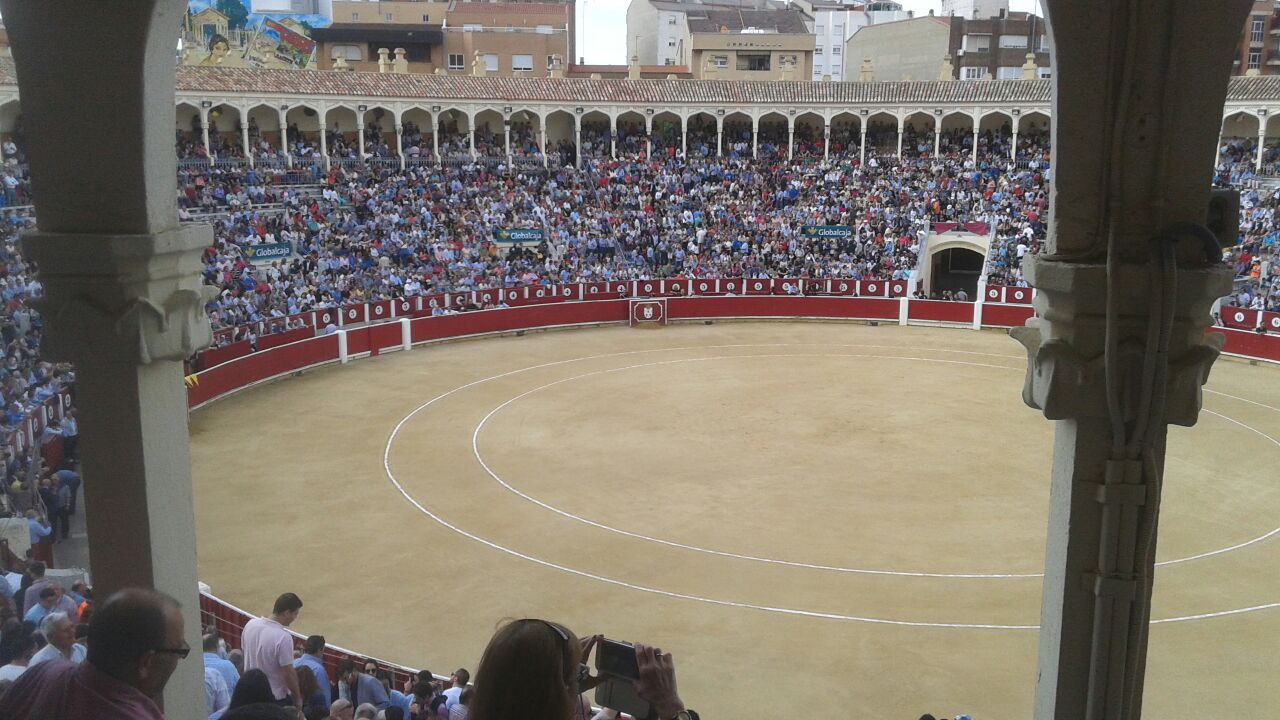
Vista interior de la plaza de toros de Albacete

El origen de la actual Feria Taurina de Albacete se remonta a 1564, cuando el acta del cabildo de la ciudad, fechado el 29 de mayo, acordó la celebración de fiestas de toros en la plaza del Altozano, centro de la ciudad de la época, el 24 de junio con motivo de la celebración de San Juan, patrón de la capital. Desde entonces, la fiesta de los toros fue pasando por las tres plazas que ha tenido la ciudad a lo largo de su historia, incluida la actual, y se fue ampliando el número de días que componen la feria desde los tres y cuatro de los años 1930 hasta los diez días actuales.
Debido a la pandemia de COVID-19 en 2020 la feria taurina fue cancelada. En 2021 se volvió a celebrar con una duración de ocho días convirtiéndose en una de las ferias taurinas más extensas de la temporada.

## Festejos taurinos
La Feria Taurina de Albacete incluye, además de las habituales corridas, rejones y novilladas con picadores, que se celebran durante diez días consecutivos, del 8 al 17 de septiembre. En ella se dan cita las principales figuras del toreo mundial, con presencia también de los más destacados toreros castellano-manchegos.

## El escenario

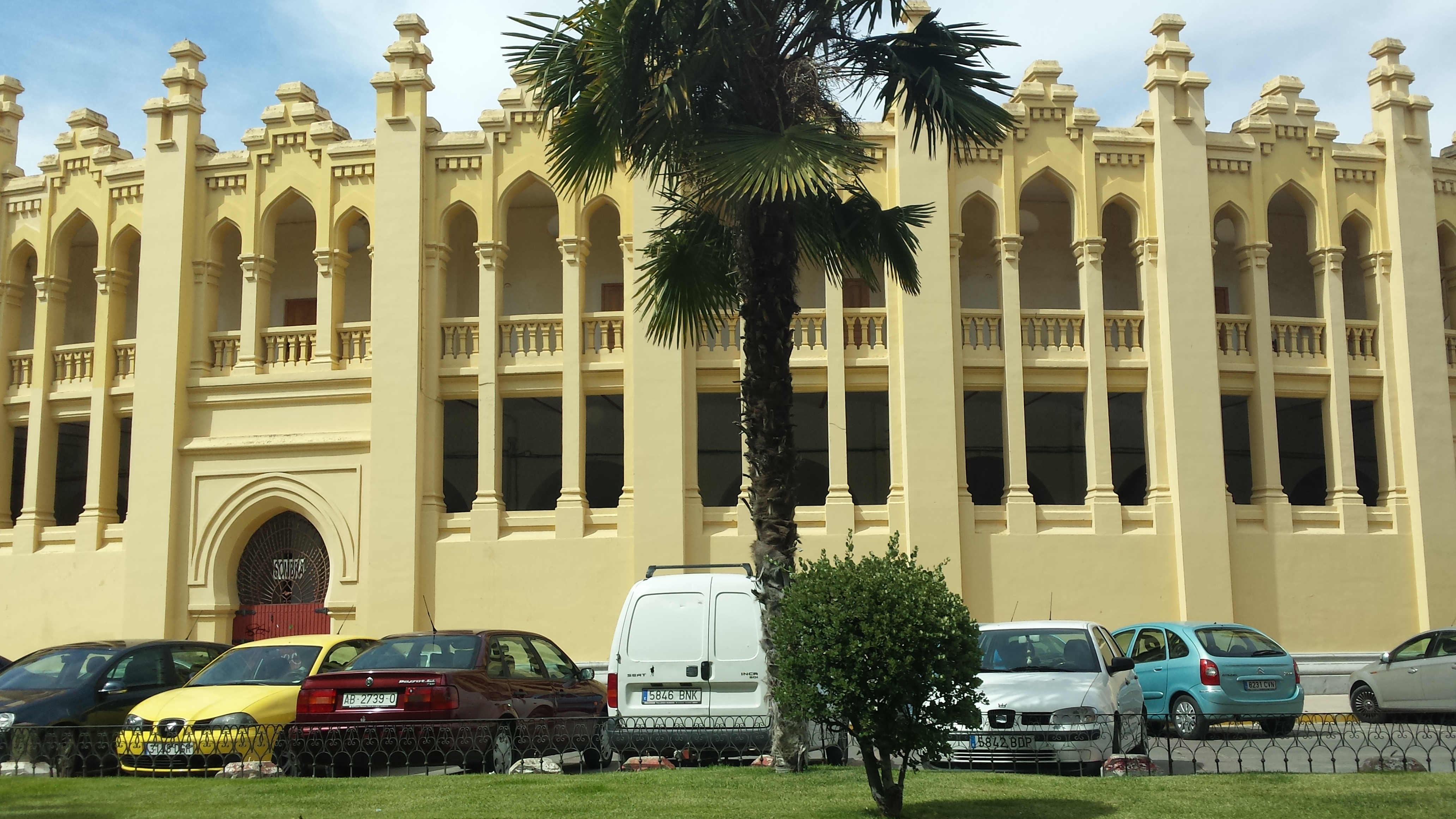
Vista de la plaza de toros de Albacete desde la calle Feria

La plaza de toros de Albacete es uno de los cosos taurinos más importantes de España. Se construyó entre 1916 y 1917, siendo inaugurada el 9 de septiembre de 1917. Cuenta con capacidad para 12 000 espectadores y tiene influencia mudéjar. La plaza de toros de Albacete constituye el antecedente de la plaza Monumental de Las Ventas de Madrid a la que sirvió como modelo, siendo construidas por el mismo arquitecto, el albaceteño Julio Carrilero.

## Pregón
Cada año el Ayuntamiento de Albacete escoge a una personalidad ilustre del mundo del toreo para ser el pregonero de la Feria Taurina de Albacete, acto con el que se inicia la celebración.

## Cartel
El cartel de la Feria Taurina de Albacete da a conocer los toreros y las ganaderías que participarán en ella. Además, la representa y promociona. Se presenta en el Museo Municipal de Albacete durante el mes de julio. En el diseño de su imagen participan importantes artistas pictóricos como fue en 2014 Manolo Valdés o el colombiano Fernando Botero en 2016.

## Premios
Los trofeos oficiales de la Feria Taurina de Albacete son entregados al finalizar la misma por diversas instituciones públicas y privadas y premian al toro más bravo de la feria, al molino de la bravura, al novillo más bravo, a la mejor faena, a la mejor estocada o al triunfador de la feria.
Los Premios Samueles nacieron en 2006 con el objetivo de ensalzar la figura de la importante Feria Taurina de Albacete. Fueron instituidos por el Grupo de Comunicación La Cerca, siendo su presidente de honor el conocido ganadero de Albacete Samuel Flores. Los Samueles premian en cada una de sus ediciones a la faena más completa, al toro más bravo, a la mejor suerte de varas y a la mejor faena realizada por un subalterno.

## Reconocimientos
En 2014 la Feria Taurina de Albacete obtuvo el galardón de los Premios Taurinos de Castilla-La Mancha en la categoría de la Defensa y Promoción de la Fiesta, entregado por la presidenta de Castilla-La Mancha, María Dolores de Cospedal.
Recibió el premio a la mejor feria taurina de España de la temporada 2016 en los premios del Foro de la Juventud Taurina de 2017.